# Kismaros
Kismaros är en ort i Ungern.   Den ligger i provinsen Pest, i den nordvästra delen av landet, 40 km norr om huvudstaden Budapest. Kismaros ligger 132 meter över havet och antalet invånare är 1 911.
Terrängen runt Kismaros är kuperad västerut, men österut är den platt. Kismaros ligger nere i en dal. Runt Kismaros är det ganska tätbefolkat, med 149 invånare per kvadratkilometer. Närmaste större samhälle är Vác, 11,9 km sydost om Kismaros. I omgivningarna runt Kismaros växer i huvudsak lövfällande lövskog.